# راهبرد زمین سوخته

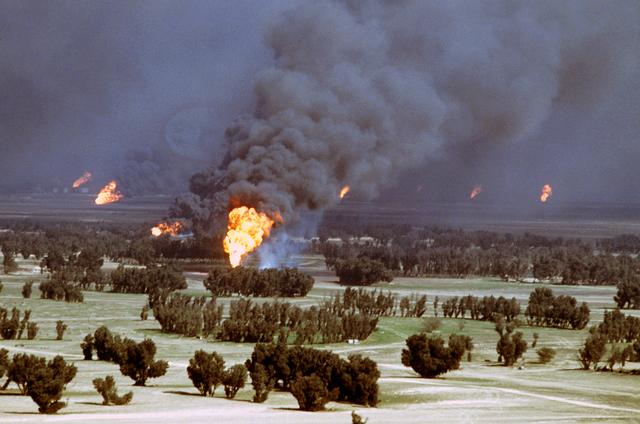
به آتش کشیده شدن چاه‌های نفت کویت به‌دست سربازان عراقی در حال عقب‌نشینی در سال ۱۹۹۱

سیاست زمین سوخته یک استراتژی نظامی است که به معنی از بین بردن تمامی منابع در دسترس نیروی دشمن است. ممکن است این سیاست در مورد نیروی مهاجمی اعمال گردد که در زمین خودی در حال پیشروی است. از این استراتژی در جنگ جهانی دوم و جنگ داخلی آمریکا هم استفاده شده است. بر طبق ماده ۵۴ کنوانسیون ژنو، از بین بردن ذخیره غذایی غیرنظامیان مناطق درگیری ممنوع است.

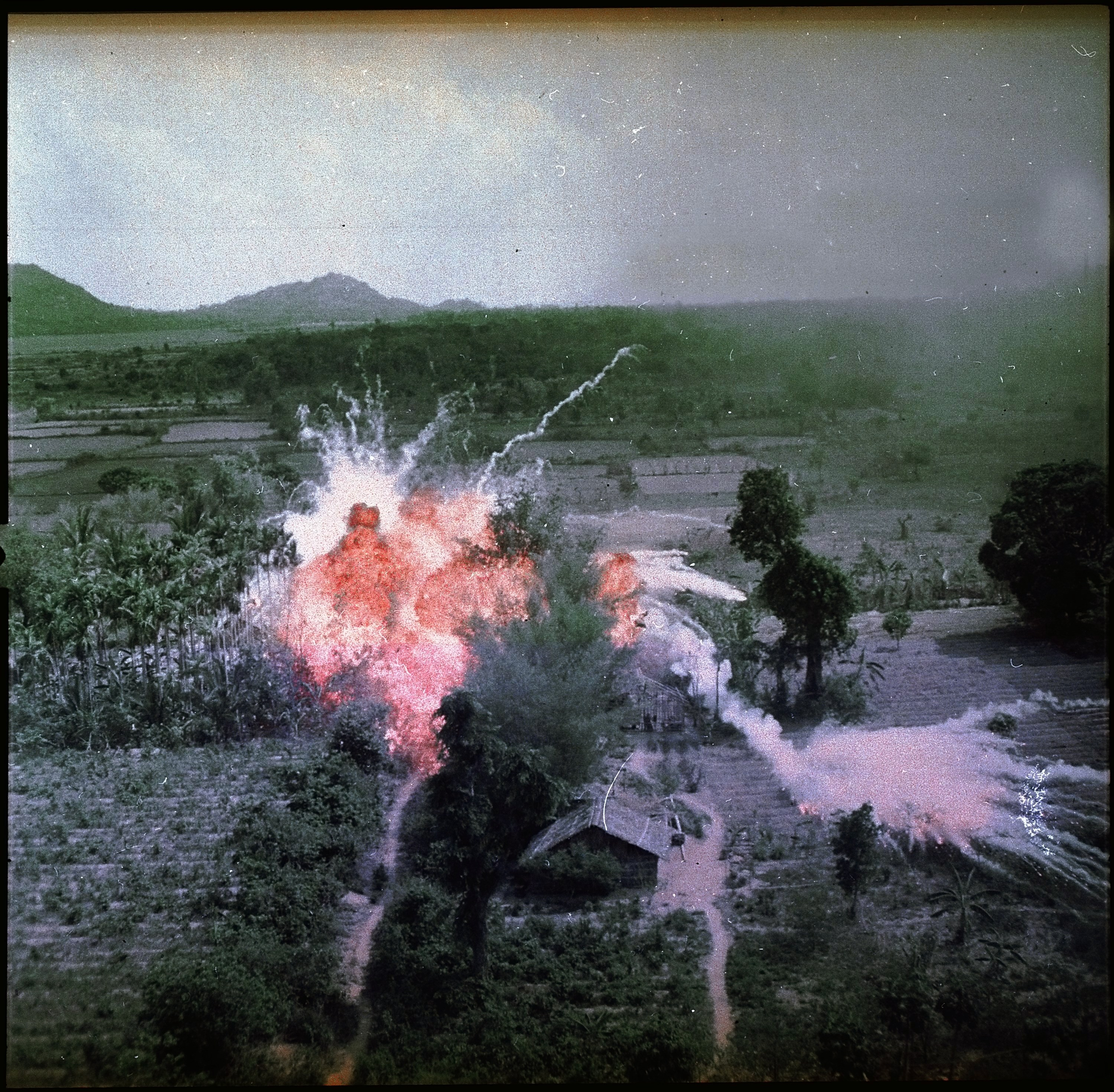
بمباران روستاهای ویتنام شمالی به‌وسیلهٔ نیروهای آمریکایی با بمبهای ناپالم آتشزا برای از بین بردن منابع در دسترس ویت کنگها.